# 布兰卡斯
布兰卡斯，是西班牙阿拉贡自治区特鲁埃尔省的一个市镇。总面积74平方公里，总人口179人（2001年），人口密度2人/平方公里。